# Vasaces elongatus
Vasaces elongatus är en skalbaggsart som beskrevs av Ross H. Arnett, Jr. 1953. Vasaces elongatus ingår i släktet Vasaces och familjen blombaggar. Inga underarter finns listade i Catalogue of Life.